# Henry Fox-Strangways (2e comte d'Ilchester)
Pour les articles homonymes, voir Henry Fox et Fox.
Henry Thomas Fox-Strangways, 2e comte d'Ilchester (10 août 1747 - 5 septembre 1802), connu sous le nom de Lord Stavordale de 1756 à 1776, est un pair britannique et député.

## Biographie
Il est le fils aîné de Stephen Fox-Strangways (1er comte d'Ilchester), et de son épouse, Elizabeth Horner. Henry Fox, 1er baron Holland, est son oncle. Il est élu à la Chambre des communes pour Midhurst en 1768 (avec son cousin Charles James Fox), poste qu'il occupe jusqu'en 1774. Deux ans plus tard, il succède à son père comme second comte d'Ilchester et siège à la Chambre des lords.
Des informations détaillées sur le ménage et la famille d'Ilchester existent dans les journaux intimes et la correspondance publiés par Agnes Porter, gouvernante écossaise et ses nombreuses filles de 1784 à 1797. La gouvernante précédente de la famille est Jane Gardiner, une amie d'enfance de Mary Wollstonecraft.

## Mariages et descendance
Il se marie deux fois:
- Tout d'abord, en 1772, à Mary Theresa O'Grady (décédée en 1792), fille de Standish O'Grady, dont il est issu, notamment:
  - Henry Fox-Strangways (3e comte d'Ilchester), fils aîné et héritier.
- En secondes noces, en 1794, il épouse Maria Digby, fille du révérend William Digby, doyen de Worcester, doyen de Durham, aumônier honoraire du roi, frère cadet de Henry Digby (1er comte Digby) et cousine germaine de Charles James Fox. Par Maria Digby il a :
  - John Fox-Strangways (1803–1859), troisième fils, dont le monument funéraire est conservé à l'église Ilchester Chapel of All Saints, à Farley, dans le Wiltshire.

Il meurt en septembre 1802, à l'âge de 55 ans. Son fils, Henry Fox-Strangways, troisième comte d'Ilchester, lui succède.